# تعارض منافع (فیلم)
«تعارض منافع» (انگلیسی: Conflict of Interest (film)) یک فیلم است که در سال ۱۹۹۳ منتشر شد. از بازیگران آن می‌توان به کریستوفر مک‌دونالد، جود نلسن، آلیسا میلانو، دی یونگ، و هریسون پیج اشاره کرد.